# Trinidad Morales Vargas
Trinidad Secundino Morales Vargas político y activista de la Liga Comunista 23 de Septiembre. Licenciado por la Facultad de Historia de la Universidad de Sofía, Bulgaria. Fue miembro de la Mesa Directiva del Sindicato Nacional de Trabajadores Mineros, Metalúrgicos, Siderúrgicos y Similares de la República Mexicana. En 2003 fungió como Delegado Nacional y Secretario de Movimientos Sociales del Comité Ejecutivo Nacional del Partido de la Revolución Democrática, posteriormente se desempeñó como delegado en Quintana Roo y secretario de Asuntos Electorales del Comité Ejecutivo Nacional (CEN). Actualmente es diputado federal electo vía plurinominal por el P.R.D. en la LXII legislatura.

## Trayectoria
Nace el 16 de junio de 1958, desde los 16 años en 1974 inició su participación, fue miembro de la liga comunista 23 de septiembre del comité estatal en Juárez, Chihuahua. Fue dirigente de la corriente social en el comité estatal de Coahuila. De 1986- 1988 fue secretario general del Partido Mexicano Socialista. En 1989 fue miembro fundador del P.R.D. Primer Presidente del Comité Ejecutivo Estatal del PRD en Coahuila. De 1997 al 2000, fue diputado local en la LIV legislatura del Congreso Local de Coahuila y Presidente de la Comisión de Desarrollo Rural. Del 2000 al 2002 fue Asesor de la Cámara de Senadores de la LVIII  Legislatura. En 2002, fue Coordinador General de la Nueva Izquierda (en México). Desde el 2002 y hasta el  2004 fue Secretario de Movimientos Sociales del Comité Ejecutivo Nacional del PRD. En el 2005, fue Delegado en la Elección Constitucional del Estado de Guerrero y Secretario de Asuntos Electorales del CEN del PRD. En  2009 Integrante de la Comisión Especia Electoral Zona Norte y en abril del 2011 Asesor de la Presidencia Nacional del PRD.

## Primeros años
Influenciado por la participación de sus hermanos mayores en el movimiento de 1968, cuando el apenas era  estudiante de secundaria, comenzó a introducirse en la literatura que la juventud comunista leía y discutía. A los 17 años ya era miembro del Comité de Dirección (de la guerrilla) en Ciudad Juárez, Chihuahua. La participación en la guerrilla fue efímera, en enero de 1976 es detenido mientras iba a repartir el periódico “Madera”, (medio de comunicación de la guerrilla) clandestinamente con los trabajadores del INFONAVIT, donde por un accidente de tránsito fue detenido; siguieron toda una serie de días de tortura hasta septiembre de 1978 cuando es dejado en libertad. En plena Ley de Amnistía, ocurrió un enfrentamiento entre militantes de la Liga Comunista y la Policía Judicial de Ciudad Juárez; después de ese enfrentamiento fue buscado hasta su casa donde por segunda vez es detenido y condicionado por las autoridades a abandonar el país por lo que tiene que emigrar a los Estados Unidos.

## Regreso de los EU y formación del PRD
En 1979 había un movimiento muy fuerte pro América Latina, particularmente a favor de Nicaragua donde participó de formas económicas, demandas políticas y manifestaciones en Estados Unidos. Regresa hasta a mediados de 1980, incorporándose  al Comité Pro Defensa de Presos y Perseguidos Políticos apoyando a varios de sus compañeros en la cárcel que no habían alcanzado la amnistía y varias centenas de compañeros desaparecidos. También en 1980 militó  en una organización abierta, la Organización De Masas que era la corriente socialista, en la cual militaban muchos exguerrilleros, después pasó a ser el Partido Patriótico Revolucionario, donde tenían alianzas electorales con el PSUM (Partido Socialista Unificado de México) y así se incorporan a la formación del PMS (Partido Mexicano Socialista), y de ahí a la formación del PRD.

## Continuidad en la lucha social
En la formación del PRD es electo para ser el primer presidente del Partido en Coahuila, durante varios años; de 1997 al 2000 fue diputado local en Coahuila y para la elección del 2000, formó parte de la Comisión Nacional de Candidaturas junto con Leonel Godoy Rangel, Ifigenia Martínez y Cuauhtémoc Cárdenas Solórzano, entre otros. Estaba a punto de terminar su Legislatura como diputado local y el ingeniero Cárdenas le había hecho una propuesta para incorporarlo a su campaña. En enero del 2000, se traslada a la Ciudad de México para incorporarse a la campaña del ingeniero Cárdenas, donde es delegado en varios estados, entre otros, San Luis Potosí y Tabasco. En la campaña es parte en un programa de fortalecimiento partidario, que dependía de la Secretaria de Organización del Comité Ejecutivo Nacional, que era tener estructura en cada uno de los comités de base seccionales del país. Después, es incorporado en el equipo del IFE, del que era responsable Jesús Ortega y es delegado para estructura electoral en San Luis Potosí y Tabasco. Regresando de Tabasco, como delegado, se incorpora como asesor de Jesús Ortega, en el Senado de la República. En el 2002 entra al Comité Ejecutivo Nacional, como secretario de Movimientos Sociales.
Actualmente es diputado federal electo vía plurinominal por el P.R.D., integrante de la mesa directiva del Grupo Parlamentario del Partido Revolución Democrática en calidad de coordinador del área de Proceso Legislativo Jurídico del Grupo Parlamentario en la LXII legislatura y forma parte de las comisiones de Asuntos Frontera Norte, Defensa Nacional y Seguridad Pública